# Liga del Fútbol Profesional Boliviano 1987
La Liga del Fútbol Profesional Boliviano 1987 è stata la 11ª edizione della massima serie calcistica della Bolivia, ed è stata vinta dal Bolívar.

## Formula
Il campionato si disputa con il girone unico; le prime otto passando alla seconda fase, da cui quattro squadre si qualificano poi alle semifinali. A differenza dell'edizione 1985, ciascuna fase nomina un campione che prende parte alla finalissima che determina il vincitore del titolo nazionale.

## Prima fase
| Pos. | Squadra           | Pt | G  | V  | N  | P  | GF | GS | DR  |
| ---- | ----------------- | -- | -- | -- | -- | -- | -- | -- | --- |
| 1.   | Bolívar           | 38 | 26 | 18 | 2  | 6  | 60 | 24 | +36 |
| 2.   | Oriente Petrolero | 34 | 26 | 13 | 8  | 5  | 54 | 32 | +22 |
| 3.   | Petrolero         | 32 | 26 | 12 | 8  | 6  | 37 | 30 | +7  |
| 4.   | The Strongest     | 29 | 26 | 13 | 3  | 10 | 48 | 29 | +19 |
| 5.   | Deportivo Lítoral | 28 | 26 | 11 | 6  | 9  | 42 | 37 | +5  |
| 5.   | Destroyers        | 28 | 26 | 11 | 6  | 9  | 27 | 27 | 0   |
| 7.   | Always Ready      | 26 | 26 | 7  | 12 | 7  | 26 | 23 | +26 |
| 8.   | Blooming          | 25 | 26 | 10 | 5  | 11 | 29 | 26 | +3  |
| 8.   | Wilstermann       | 24 | 26 | 8  | 8  | 10 | 28 | 27 | +1  |
| 10.  | Real Santa Cruz   | 23 | 26 | 9  | 5  | 12 | 30 | 33 | -3  |
| 11.  | San José          | 21 | 26 | 9  | 3  | 14 | 26 | 57 | -31 |
| 12.  | Aurora            | 19 | 26 | 7  | 5  | 14 | 32 | 47 | -15 |
| 12.  | Ciclón            | 19 | 26 | 7  | 5  | 14 | 26 | 45 | -19 |
| 14.  | Univ. Sucre       | 18 | 26 | 5  | 8  | 13 | 18 | 46 | -28 |

## Seconda fase

### Serie A
| Pos. | Squadra           | Pt | G | V | N | P | GF | GS | DR |
| ---- | ----------------- | -- | - | - | - | - | -- | -- | -- |
| 1.   | The Strongest     | 8  | 6 | 2 | 4 | 0 | 7  | 5  | +2 |
| 2.   | Deportivo Lítoral | 7  | 6 | 2 | 3 | 1 | 6  | 4  | +2 |
| 2.   | Bolívar           | 7  | 6 | 2 | 3 | 1 | 6  | 5  | +1 |
| 4.   | Always Ready      | 2  | 6 | 0 | 2 | 4 | 1  | 6  | -5 |

### Serie B
| Pos. | Squadra           | Pt | G | V | N | P | GF | GS | DR |
| ---- | ----------------- | -- | - | - | - | - | -- | -- | -- |
| 1.   | Destroyers        | 8  | 6 | 3 | 2 | 1 | 12 | 9  | +3 |
| 2.   | Oriente Petrolero | 6  | 6 | 2 | 2 | 2 | 15 | 14 | +1 |
| 3.   | Blooming          | 5  | 6 | 2 | 1 | 3 | 11 | 13 | -2 |
| 3.   | Petrolero         | 5  | 6 | 1 | 3 | 2 | 9  | 11 | -2 |

### Semifinali

#### Andata
| Arbitro: | Ortubé |

|                        |           |            |
| Villegas 6’ Ortega 69’ | Marcatori | 90’ Antelo |

| Arbitro: | Antequera |

|             |           |  |
| Sánchez 87’ | Marcatori |  |

#### Ritorno
| Arbitro: | Aliaga |

|                                 |           |            |
| Antelo 46’ Chena 52’ Romero 70’ | Marcatori | 37’ Ortega |

| Arbitro: | Antequera |

|            |           |           |
| Zelaya 77’ | Marcatori | 85’ Pérez |

### Finale

#### Andata
| Arbitro: | Aliaga |

|             |           |            |
| Sánchez 82’ | Marcatori | 84’ Romero |

#### Ritorno
| Arbitro: | Barrancos |

|                                  |           |            |
| Chena 35’, 66’ Antelo 91’ (rig.) | Marcatori | 62’ Pinedo |

## Finale del campionato

### Andata
| Arbitro: | Villarreal |

|                                                      |           |  |
| Takeo 16’, 56’ Salinas 60’, 77’ Borja 71’ Hirano 86’ | Marcatori |  |

### Ritorno
| Arbitro: | Antequera |

|                                        |           |  |
| Célio Alves 17’ Chena 44’ Brunetto 68’ | Marcatori |  |

### Spareggio
| Arbitro: | Aliaga |

|                                        |           |                            |
| Salinas 4’, 49’, 56’, 90’ Reynaldo 59’ | Marcatori | 68’ Célio Alves 79’ Antelo |

## Verdetti
- Bolívar campione nazionale
- Bolívar e Oriente Petrolero in Coppa Libertadores 1988
- Petrolero retrocesso

## Classifica marcatori
| Gol |  |  | Giocatore             | Squadra           |
| --- |  |  | --------------------- | ----------------- |
| 28  |  |  | Luis Fernando Salinas | Bolívar           |
| 28  |  |  | Víctor Antelo         | Oriente Petrolero |
| 24  |  |  | Germán Panichelli     | The Strongest     |
| 22  |  |  | Jorge Hirano          | Bolívar           |
| 17  |  |  | Rubén Omar Zelaya     | Deportivo Lítoral |
| 12  |  |  | Horacio Baldessari    | Destroyers        |
| 12  |  |  | Víctor Cubas          | Ciclón            |
| 11  |  |  | Célio Alves           | Oriente Petrolero |
| 11  |  |  | Juan Carlos Sánchez   | Blooming          |